# Abdulaziz Khathran
Abdulaziz Dashiti (en árabe: عبد العزيز الخثران‎; La Meca, Arabia Saudita, 31 de julio de 1973) es un exfutbolista saudí. Jugaba de defensa y su último equipo fue el Al-Wehda.

## Biografía
Abdulaziz Khathran actúa de defensa por la banda izquierda, aunque también se desempeña bien como centrocampista defensivo. Empezó su carrera profesional en el Al-Shabab. Con este equipo ha ganado varios títulos: una Recopa de la AFC, una Copa de Campeones Árabe, una Supercopa Árabe y dos Copas Crown Prince de Arabia Saudita.
En 2002 firma un contrato con su actual club, el Al-Hilal. Con este equipo se proclama dos veces campeón de Liga (2005 y 2008). También conquista tres Copas Crown Prince de Arabia Saudita.

### Selección nacional
Ha sido internacional con la selección de fútbol de Arabia Saudita en 31 ocasiones.

### Participaciones en Copas del Mundo
Disputó con la selección de fútbol de Arabia Saudita la Copa Mundial de Fútbol de Corea y Japón de 2002 disputando tres partidos contra Alemania (8-0), Camerún (1-0) e Irlanda (0-3). Khathran jugó todos los partidos (3 en total, dos de ellos como titular) que disputó su selección de ese Mundial, todos ellos se saldaron con derrota del equipo saudí. 
Participó también en la Copa Mundial de Fútbol de Alemania de 2006. Jugó dos de los tres encuentros que su selección disputó en el torneo: 
- Arabia Saudita 0-4 Ucrania, Abdulaziz Khathran salió en el minuto 55 sustituyendo a Ahmed Dokhi.[6]
- Arabia Saudita 0-1 España, donde disputó los 90 minutos del encuentro.[7]

## Clubes
| Club      | País           | Año       |
| --------- | -------------- | --------- |
| Al-Shabab | Arabia Saudita | 1994-2004 |
| Al-Hilal  | Arabia Saudita | 2004-2009 |
| Al-Wehda  | Arabia Saudita | 2009-2014 |

## Títulos
- 2 Ligas de Arabia Saudí (Al Hilal, 2005 y 2008)
- 5 Copas Crown Prince de Arabia Saudita (Al-Shabab, 1996 y 1999; Al Hilal, 2005, 2006 y 2008)
- 2 Copas Federación de Arabia Saudita (Al Hilal, 2005 y 2006)
- 1 Recopa de la AFC (Al Shabab, 2001)
- 1 Copa de Campeones Árabe (Al-Shabab, 1999)
- 1 Supercopa Árabe (Al-Shabab, 2001)